# Antonio Tamburini (Rennfahrer)
Antonio Tamburini (* 15. September 1966 in Cortona, Provinz Arezzo) ist ein ehemaliger italienischer Automobilrennfahrer.
Tamburini begann 1982 mit dem Kartsport. 1985 wechselte er dann in den Formel-Sport. 1988 gewann er das Formel-3-Rennen im Vorprogramm des Großen Preises von Monaco der Formel 1 in einem Dallara F388-Alfa Romeo. 1989 fuhr er eine komplette Formel-3-Saison und wurde Zweiter in der italienischen Meisterschaft mit einem Reynard 893-Alfa Romeo. Auch in diesem Jahr gewann er das Formel-3-Rennen in Monaco.
1990 wechselte er in die Formel 3000, wo er für das Team Roni fuhr. Es war eine enttäuschende Saison, die er als 13. der Gesamtwertung mit nur sechs Punkten aus 10 Rennen beendete. Zur darauf folgenden Saison wechselte er zu Pacific Racing und konnte in Le Mans seinen ersten Sieg einfahren. Der vierte Platz im Gesamtklassement mit 22 Punkten weckte das Interesse der Formel-1-Teams Larrousse. Der Wechsel in die Formel 1 kam aber nicht zustande und so fuhr er 1992 Tourenwagen.
In seiner ersten Saison in der italienischen Supertourenwagen-Meisterschaft errang er einen Sieg sowie acht Podiumsplatzierungen mit einem Alfa Romeo 155 GTA und wurde Vierter in der Gesamtwertung.
1993 kehrte er für drei Rennen in die Formel 3000 zurück, allerdings ohne Erfolg. Somit startete er 1994 wieder in der italienischen Supertourenwagen-Meisterschaft. Wiederum mit einem Alfa Romeo 155 erzielte er 182 Punkte und sicherte sich damit den zweiten Platz in der Gesamtwertung. 1995 wurde er mit 179 Punkten Gesamtvierter. Am Ende der Saison 1997 zog er sich vom Automobilrennsport zurück.
| Personendaten    | Personendaten            |
| ---------------- | ------------------------ |
| NAME             | Tamburini, Antonio       |
| KURZBESCHREIBUNG | italienischer Rennfahrer |
| GEBURTSDATUM     | 15. September 1966       |
| GEBURTSORT       | Cortona, Provinz Arezzo  |